# Ovingdean
Ovingdean är en by i unparished area Brighton, i distriktet Brighton and Hove, i grevskapet East Sussex i England. Byn är belägen 8 km från Lewes. Ovingdean var en civil parish fram till 1928 när blev den en del av Brighton. Civil parish hade 476 invånare år 1921. Byn nämndes i Domedagsboken (Domesday Book) år 1086, och kallades då Hoingesdene/Hovingedene.